# Melanochyla axillaris
Melanochyla axillaris är en sumakväxtart som beskrevs av Henry Nicholas Ridley. Melanochyla axillaris ingår i släktet Melanochyla och familjen sumakväxter. Inga underarter finns listade i Catalogue of Life.